# Tromsø Idrettslag 2003
Questa voce raccoglie le informazioni riguardanti il Tromsø Idrettslag nelle competizioni ufficiali della stagione 2003.

## Rosa
| N. |                      | Ruolo | Calciatore            |
| -- | -------------------- | ----- | --------------------- |
| 1  | Norvegia (bandiera)  | P     | Tommy Bertheussen     |
| 1  | Norvegia (bandiera)  | P     | Thomas Tøllefsen      |
| 2  | Norvegia (bandiera)  | D     | Svein Johansen        |
| 3  | Norvegia (bandiera)  | C     | Ole Talberg           |
| 4  | Norvegia (bandiera)  | D     | Eirik Bertheussen     |
| 5  | Norvegia (bandiera)  | D     | Arne Vidar Moen       |
| 6  | Norvegia (bandiera)  | D     | Morten Pedersen       |
| 7  | Finlandia (bandiera) | D     | Miika Koppinen        |
| 8  | Norvegia (bandiera)  | C     | Thomas Hafstad        |
| 9  | Ungheria (bandiera)  | A     | Péter Kovács          |
| 10 | Norvegia (bandiera)  | D     | Jonas Johansen        |
| 11 | Norvegia (bandiera)  | A     | Morten Gamst Pedersen |
| 13 | Norvegia (bandiera)  | C     | Espen Minde           |

| N. |                     | Ruolo | Calciatore           |
| -- | ------------------- | ----- | -------------------- |
| 14 | Norvegia (bandiera) | A     | Vegard Berg Johansen |
| 15 | Norvegia (bandiera) | D     | Steinar Nilsen       |
| 16 | Norvegia (bandiera) | D     | Hans Åge Yndestad    |
| 17 | Norvegia (bandiera) | C     | Bjørn Johansen       |
| 18 | Norvegia (bandiera) | C     | Lars Iver Strand     |
| 19 | Norvegia (bandiera) | D     | Leo Olsen            |
| 20 | Norvegia (bandiera) | C     | Ole Andreas Nilsen   |
| 21 | Norvegia (bandiera) | C     | Roar Christensen     |
| 22 | Tunisia (bandiera)  | D     | Karim Essediri       |
| 23 | Norvegia (bandiera) | P     | Knut Borch           |
| 24 | Canada (bandiera)   | C     | Kevin Harmse         |
| 25 | Norvegia (bandiera) | A     | Ole Martin Årst      |

## Risultati

### Campionato

#### Girone di andata
| Arbitro: | Pedersen |

|                     |           |                                           |
| Skiri 47’ Steen 41’ | Marcatori | 14’, 66’ (rig.) M. G. Pedersen 62’ Kovács |

| Arbitro: | Krokdal |

|                        |           |                  |
| Hafstad 45’ Kovács 50’ | Marcatori | 25’, 31’ Nevland |

| Arbitro: | Ditlefsen |

|                                   |           |                   |
| Ødegaard 19’ Flo 25’ Johansen 77’ | Marcatori | 7’ M. G. Pedersen |

| Arbitro: | Sandmoen |

|  |           |                   |
|  | Marcatori | 71’ Dale 90’ Wiig |

| Arbitro: | Krokdal |

|                                          |           |                               |
| Belsvik 47’ (rig.) Kippe 66’ Winsnes 86’ | Marcatori | 52’ M. G. Pedersen 76’ Kovács |

| Arbitro: | Berntsen (Vang) |

|                                                  |           |                                            |
| M. G. Pedersen 45’ Strand 73’ Hafstad 90’ (rig.) | Marcatori | 12’ (rig.), 55’ (rig.) Johansen 83’ Hansen |

| Arbitro: | Sandmoen |

|                     |           |             |
| Strande 8’ Mork 43’ | Marcatori | 70’ Hafstad |

| Arbitro: | Skjerven (Kaupanger) |

|             |           |                                   |
| Hafstad 16’ | Marcatori | 39’ Andresen 46’, 63’ Wilhelmsson |

| Arbitro: | Krokdal |

|                                                          |           |              |
| Hellesund 19’, 83’, 88’ Stokkeland 22’ Pavlovic 39’, 65’ | Marcatori | 70’ Johansen |

| Arbitro: | Moen (Haugesund) |

|  |           |           |
|  | Marcatori | 32’ Swift |

| Arbitro: | Staberg |

|                    |           |                |
| Hafstad 48’ (rig.) | Marcatori | 90’ dos Santos |

| Arbitro: | Øvrebø (Oslo) |

|  |           |            |
|  | Marcatori | 30’ Kovács |

| Arbitro: | Hauge (Bergen) |

|                        |           |            |
| Hafstad 10’ Kovács 39’ | Marcatori | 90’ George |

#### Girone di ritorno
| Arbitro: | Øvrebø (Oslo) |

|  |           |             |
|  | Marcatori | 50’ Melland |

| Arbitro: | Staberg |

|                                                 |           |  |
| Nevland 24’ Lindbæk 38’ Kopteff 78’ Berland 90’ | Marcatori |  |

| Arbitro: | Krokdal |

|                    |           |         |
| M. G. Pedersen 77’ | Marcatori | 27’ Flo |

| Arbitro: | Sælen (Bergen) |

|                                                        |           |  |
| Fevang 7’ Wiig 10’ v. Ankeren 11’, 14’ (rig.) Dale 78’ | Marcatori |  |

| Arbitro: | Hauge (Bergen) |

|                                |           |  |
| Kovács 47’ (rig.) Johansen 86’ | Marcatori |  |

| Arbitro: | Alseth (Stjørdal) |

|               |           |                             |
| Ludvigsen 53’ | Marcatori | 14’ Årst 41’ M. G. Pedersen |

| Arbitro: | Øvrebø (Oslo) |

|                 |           |  |
| Årst 90’ (rig.) | Marcatori |  |

| Arbitro: | Staberg |

|                     |           |               |
| Sand 58’ Holter 60’ | Marcatori | 85’, 87’ Årst |

| Arbitro: | Skjervold |

|                     |           |  |
| Årst 41’ Kovács 86’ | Marcatori |  |

| Arbitro: | Pedersen |

|                                                            |           |            |
| Swift 17’ Sundgot 22’ Hafstad 26’ (aut.) Sørensen 57’, 88’ | Marcatori | 39’ Kovács |

| Arbitro: | Alseth (Stjørdal) |

|                                            |           |  |
| dos Santos 35’ Berre 51’ Rekdal 76’ (aut.) | Marcatori |  |

| Arbitro: | Sandmoen |

|  |           |          |
|  | Marcatori | 90’ Lund |

| Arbitro: | Øvrebø (Oslo) |

|  |           |          |
|  | Marcatori | 90’ Moen |

### Coppa di Norvegia
| Arbitro: | Schjetne |

|            |           |                                                                                  |
| Hansen 43’ | Marcatori | 11’, 31’ Minde 13’ Kovács 25’, 55’ M. Pedersen 52’, 53’, 89’ Strand 54’ Essediri |

| Arbitro: | Alapnes |

|                                                                                  |           |             |
| Kovács 4’ Johansen 21’ Strand 56’, 66’ Essediri 68’ M. G. Pedersen 76’, 83’, 89’ | Marcatori | 31’ Paulsen |

| Arbitro: | Alseth (Stjørdal) |

|  |           |                                    |
|  | Marcatori | 35’, 37’ Kovács 45’ M. G. Pedersen |

| Arbitro: | Alseth (Stjørdal) |

|                    |           |  |
| M. G. Pedersen 60’ | Marcatori |  |

| Arbitro: | Pedersen |

|                    |           |  |
| Kovács 5’ Årst 25’ | Marcatori |  |

| Arbitro: | Pedersen |

|  |           |                                   |
|  | Marcatori | 32’ Hanssen 77’ Råstad 90’ Brekke |